# Poecilotriccus
Poecilotriccus là một chi chim trong họ Tyrannidae.